# Xã Scott, Quận Steuben, Indiana
Xã Scott (tiếng Anh: Scott Township) là một xã thuộc quận Steuben, tiểu bang Indiana, Hoa Kỳ. Năm 2010, dân số của xã này là 1.111 người.